# One Piece (sæson 5)
Den femte sæson af One Piece-animeserien blev produceret af Toei Animation, og blev instrueret af Kounosuke Uda. Sæsonen er primært filler, men episode 143 adapterer lidt af bind 24 af Eiichiro Odas mangaserie og blev sendt på Fuji Television i perioden den 3. november 2002 til den 2. februar 2003 og består af 13 afsnit. De første 5 afsnit, som hver i sær fortæller sin egen historie, af den femte sæson udgør "Dreams!"-arket. De næste tre afsnit udgør "The Zenny Pirate Crew Sortie!"-arket, og omhandler at Stråhattene møder en gammel lånehaj. De sidste fem afsnit udgør "Beyond the Rainbow"-arket, og omhandler at Stråhattene blive fanget i en mystisk, regnbue-farvet tåge.

## Afsnit
| Nr. i serie                   | Nr. i sæson | Dansk titel Japansk titel                                                                      | Japansk visning   | Dansk visning |
| Dreams!                       | Dreams!     | Dreams!                                                                                        | Dreams!           | Dreams!       |
| ----------------------------- | ----------- | ---------------------------------------------------------------------------------------------- | ----------------- | ------------- |
| 131                           | 1           | "Hajimete no Kanja! Ranburu Bōru Hiwa" (はじめての患者! ランブルボール秘話)                    | 3. november 2002  |               |
| 132                           | 2           | "Kōkaishi no Hanran! Yuzure Nai Yume no Tame ni!" (航海士の反乱! ゆずれない夢の為に!)          | 10. november 2002 |               |
| 133                           | 3           | "Uketsugareru Yume! Karē no Tetsujin Sanji" (受け継がれる夢! カレーの鉄人サンジ)               | 17. november 2002 |               |
| 134                           | 4           | "Sakasete Misemasu! Otoko Usoppu Hachi Shaku Tama" (咲かせてみせます! 男ウソップ八尺玉)        | 24. november 2002 |               |
| 135                           | 5           | "Uwasa no Kaizoku Gari! Sasurai no Kenshi Zoro" (噂の海賊狩り! さすらいの剣士ゾロ)             | 1. december 2002  |               |
| The Zenny Pirate Crew Sortie! |             |                                                                                                |                   |               |
| 136                           | 6           | "Yagi no Shima no Zenii to Yama no Naka no Kaizoku Sen!" (ヤギの島のゼニィと山の中の海賊船!)   | 8. december 2002  |               |
| 137                           | 7           | "Mōkarimakka? Kanekashi Zenii no Yabō!" (儲かりまっか? 金貸しゼニィの野望!)                    | 15. december 2002 |               |
| 138                           | 8           | "Shima no Otakara no Yukue! Zenii Kaizoku Dan Shutsugeki!" (島のお宝の行方! ゼニィ海賊団出撃!) | 22. december 2002 |               |
| Beyond the Rainbow            |             |                                                                                                |                   |               |
| 139                           | 9           | "Nijiiro no Kiri Densetsu! Rurukajima no Rōjin Henzo" (虹色の霧伝説! ルルカ島の老人ヘンゾ)     | 5. januar 2003    |               |
| 140                           | 10          | "Eien no Kuni no Jūnin! Panpukin Kaizoku Dan!" (永遠の国の住人! パンプキン海賊団!)             | 12. januar 2003   |               |
| 141                           | 11          | "Kokyū e no Omoi! Dasshutsu Funō no Kaizoku Hakaba!" (故郷への想い! 脱出不能の海賊墓場!)       | 19. januar 2003   |               |
| 142                           | 12          | "Ransen Hissu! Uetton no Yabō to Niji no Tō" (乱戦必死! ウエットンの野望と虹の塔)              | 26. januar 2003   |               |
| 143                           | 13          | "Soshite Densetsu ga Hajimaru! Iza Niji no Kanata e" (そして伝説が始まる! いざ虹の彼方へ)      | 2. februar 2003   |               |